# Winter Is Coming
«Winter Is Coming» es el primer episodio de la serie de televisión de fantasía medieval Juego de tronos, de la cadena HBO. Tiene una duración de 62 minutos y se estrenó el 17 de abril de 2011 en Estados Unidos. Escrito por los creadores del programa David Benioff y D. B. Weiss a manera de fiel adaptación de los primeros capítulos del libro del mismo nombre redactado por George R. R. Martin, «Se acerca el invierno» contó con la dirección de Tim Van Patten, quien partió del trabajo hecho por el director Thomas McCarthy en un piloto inédito.
Al ser el primer episodio de Juego de tronos, introduce al escenario y a los protagonistas de la historia, centrándose en la familia Stark y la manera en que su señor, Eddard, se involucra en las políticas de la corte una vez que el rey, Robert Baratheon, lo nombra como su Mano, en sustitución de su fallecido predecesor, Jon Arryn.
La emisión original reunió a una audiencia de 2,2 millones de espectadores y obtuvo críticas mayormente positivas orientadas en las actuaciones estelares y la calidad visual de los escenarios.

## Argumento

### En el Norte
Tres exploradores de la Guardia de la Noche siguen el rastro de un grupo de salvajes al norte del Muro, una alta muralla de hielo que sirve de frontera para la región norte de Poniente. Uno de ellos encuentra cuerpos mutilados, pero los cadáveres desaparecen cuando lleva a sus compañeros hasta el lugar. Ahí son sorprendidos por los caminantes blancos, una raza de criaturas temida por el ser humano, quienes asesinan a dos de ellos. Poco después, en Invernalia, Rodrik Cassel (Ron Donachie) informa a su señor, Eddard «Ned» Stark (Sean Bean), sobre la captura de un desertor de la Guardia de la Noche, que es el explorador que logró escapar con vida de los caminantes blancos. El juramento de la Guardia de la Noche obliga a sus miembros a permanecer en sus puestos en el Muro bajo pena de muerte, por lo que Ned se ve obligado a ejecutarlo y decide llevarse con él a su hijo heredero Robb (Richard Madden), a su hijo bastardo Jon Nieve (Kit Harington) y a su hijo de diez años Bran (Isaac Hempstead-Wright) para que sean testigos de la ejecución. En el camino de vuelta a Invernalia, los Stark y sus acompañantes se encuentran con el cadáver de una loba huargo y sus crías. Dado que dicho animal es el símbolo de la Casa Stark y hay cinco crías, una para cada uno de sus hijos legítimos, Ned accede a llevárselas a cambio de que sean ellos quienes las cuiden. A punto de marcharse del lugar, Jon encuentra un último huargo para él.
Ya en Invernalia, Catelyn Stark (Michelle Fairley) informa a su esposo de la muerte de Jon Arryn, la Mano del Rey y viejo mentor de Ned, y de la próxima visita del rey Robert a su fortaleza. La corte real llega unos días después. Robert (Mark Addy) le revela a su viejo amigo Ned que no confía en nadie a su alrededor y que ha decidido nombrarlo Mano del Rey. Asimismo, para solidificar la alianza entre sus familias, sugiere que Sansa Stark (Sophie Turner) contraiga matrimonio con su hijo y heredero al trono, el príncipe Joffrey (Jack Gleeson). Esa noche, Catelyn recibe un mensaje de su hermana Lysa, la viuda de Jon Arryn, en el que le confirma que su esposo fue asesinado por la familia de la reina, los Lannister. Al día siguiente, en las ruinas de una torre de Invernalia, el joven Bran escala a través de la torre y descubre accidentalmente a la reina Cersei (Lena Headey) teniendo relaciones sexuales con su hermano mellizo Jaime (Nikolaj Coster-Waldau) tras observarlos por una ventana. Para mantener la relación incestuosa en secreto, este último empuja a Bran desde lo alto de la ventana, provocando que el joven caiga de lo alto de la torre.

### Al otro lado del mar Angosto
El príncipe exiliado Viserys Targaryen (Harry Lloyd) planea derrocar al rey Robert y reclamar el trono de su padre. Con el fin de lograr su objetivo, concerta el matrimonio entre su hermana Daenerys (Emilia Clarke) y un señor del pueblo dothraki, Khal Drogo (Jason Momoa), a cambio de tener el control de su ejército y a pesar de la oposición de la joven. Durante la boda, oficiada según la costumbre dothraki, el caballero exiliado Jorah Mormont (Iain Glen) obsequia a Daenerys con unos libros sobre los Siete Reinos y jura su lealtad a los Targaryen. El magíster Illyrio Mopatis (Roger Allam), quien había acogido a los dos hermanos durante más de un año y había ayudado a llevar a cabo la boda entre Daenerys y Drogo, le obsequia tres huevos petrificados de dragón. Una vez finalizada la boda, Drogo obliga a Daenerys a consumar su matrimonio.

## Producción

### El piloto original
El desarrollo de la serie comenzó en enero de 2007. HBO, tras adquirir los derechos de las novelas con tal de adaptarlas en una serie de televisión, contrató a David Benioff y a D.B. Weiss para que escribieran y produjeran de forma ejecutiva el programa, que cubriría una novela de la saga literaria por temporada. Los primeros dos libretos del episodio piloto, escritos por Benioff y Weiss, se terminaron en agosto de 2007 y junio de 2008, respectivamente. Si bien HBO aprobó ambos guiones, el episodio piloto no fue ordenado hasta noviembre de 2008.
Tom McCarthy fue elegido para dirigir el piloto, que se grabó entre el 24 de octubre y el 19 de noviembre de 2009, en locaciones de Irlanda del Norte, Escocia y Marruecos. En septiembre de 2010, se anunció oficialmente la decisión de HBO de producir la serie. Sin embargo, debido a razones artísticas y de reparto, se optó por desechar el piloto ya hecho y se procedió a filmarlo de nuevo.
En el piloto original, estos eran los actores que aparecían y que ya no fueron considerados para el episodio real:
- Tamzin Merchant como Daenerys Targaryen (luego interpretada por Emilia Clarke).
- Jennifer Ehle como Catelyn Stark (reemplazada por Michelle Fairley).
- Ian McNeice como Magíster Illyrio (sustituido por Roger Allam).
- Richard Ridings como Gared (reemplazado por Dermot Keaney).
- Jamie Campbell Bower como Ser Waymar Royce (sustituido por Rob Ostlere).

Otra diferencia notable respecto al piloto es que la versión original tenía escenas que se grabaron en Escocia (donde el Castillo de Doune se usó para recrear Invernalia) y Marruecos (reutilizándose los decorados de Kingdom of Heaven para recrear Pentos). Las escenas de Invernalia incluyeron diversas locaciones de Irlanda del Norte, mientras que las secuencias de Pentos se grabaron de nuevo en locaciones predispuestas en Malta.
El piloto no se transmitió nunca, mientras que el primer episodio fue grabado por el director Tim Van Patten, aun cuando algunas escenas del piloto se usaron en la edición final de «Se acerca el invierno».

### Guion
Escrito por David Benioff y D. B. Weiss, el primer capítulo incorpora el argumento de los primeros nueve capítulos de la novela Juego de tronos, así como también del décimo capítulo (el segundo capítulo de Daenerys es tratado en el siguiente episodio del programa). Los capítulos en que se basaron para el episodio televisivo fueron: Prólogo, Bran I, Catelyn I, Daenerys I, Eddard I, Jon I, Catelyn II, Daenerys II y Bran II.
Los principales cambios en la adaptación son la modificación del prólogo (en el libro es Gared, y no Will, el que sobrevive y es decapitado por Eddard), la introducción de los mellizos Lannister como un punto de vista independiente con escenas nuevas creadas para mostrar la perspectiva de Benioff y Weiss, y finalmente la modificación de la noche de bodas de Danaery con la escena de sexo entre ella y Drogo sin esperar antes el consentimiento de la joven. Los creadores hicieron este último cambio para simplificar el arco argumental, y así agilizar la trama.

## Recepción

### Audiencia
«Se acerca el invierno» tuvo una audiencia de 2,2 millones de espectadores en su transmisión original, con 2 millones de televidentes adicionales en la retransmisión del episodio esa misma noche. Al día siguiente, HBO repitió el capítulo seis veces más, añadiendo así 1,2 millones a la cifra total de espectadores. Una serie de retransmisiones llevadas a cabo a la semana siguiente lograron 6,8 millones de televidentes.
El 18 de abril de 2011, el programa se estrenó en Reino Unido e Irlanda a través de Sky Atlantic, donde obtuvo un total de 750 000 espectadores en su transmisión original, un récord de audiencia para la cadena Sky.

### Crítica
Los críticos elogiaron el primer capítulo de Juego de tronos. James Poniewozik, de la revista Time, lo consideró como un «triunfo épico», mientras que Jace Lacob, de The Daily Beast, lo catalogó a su vez como «inolvidable». Alan Sepiwall, de HitFix, escribió que, si bien aún era demasiado pronto para decir si Juego de tronos obtendría un éxito similar al de otros shows como Los Soprano o The Wire, tenía varias cosas en común con aquellas series.
La mayor parte de los elogios fueron a la producción y las actuaciones: Scott Meslow, de The Atlantic, mencionó en su reseña que «el inmenso reparto del programa es casi totalmente fuerte, y la tierra de fantasía de Poniente se siente vívida, mirándose impresionante». Alan Sepiwall también calificó al reparto como «realmente excepcional», diciendo que el programa es como «un festín para los ojos», con todas las diferentes locaciones teniendo su propio contexto memorable.
Cabe señalarse que la secuencia de inicio, con una vista aérea del mundo donde la serie toma lugar con diferentes escenarios emergiendo de ella, fue aclamada en su totalidad por la crítica.